# Senta Seip
Senta Seip (* 9. November 1934 in Limburg an der Lahn) ist eine deutsche Politikerin (Die Grünen) und ehemalige Abgeordnete des Hessischen Landtags.

## Leben
Senta Seip schloss den ab dem Jahr 1946 aufgenommenen Besuch eines Gymnasiums mit der Mittleren Reife ab und machte anschließend ihren Abschluss an der Höheren Handelsschule. Danach war sie bis 1955 in verschiedenen Anwaltsbüros in Limburg und Wiesbaden berufstätig. 
Im Anschluss war sie bis 1959 Redaktionssekretärin bei der Nassauischen Landeszeitung in Limburg und danach bis 1962 freie Mitarbeiterin desselben Lokalblattes. Nach der Geburt des zweiten von insgesamt drei Kindern im Jahr 1962 legte sie eine Familienpause ein.
Seit 1980 ist sie Mitglied der Partei Bündnis 90/Die GRÜNEN. In den Jahren 1981 bis 1985 war sie Stadtverordnete und anschließend bis 1988 Magistratsmitglied in Limburg. Bis 1981 war sie im Landeshauptausschuss Hessen und Pressesprecherin des Kreisverbandes Limburg-Weilburg. Bei der Landtagswahl 1991 wurde Senta Seip in die 13. Wahlperiode des Hessischen Landtags gewählt, dem sie vom 5. April 1991 bis zum Ende der 14. Wahlperiode am 4. April 1999 angehörte. In den Jahren 1991 bis 1995 war sie Mitglied im Ausschuss für Wirtschaft und Technik (verkehrspolitische Sprecherin der grünen Fraktion) und im Kulturpolitischen Ausschuss. Von 1995 bis 1997 war sie Obfrau der Grünen im Ausschuss für Landwirtschaft, Forsten und Naturschutz und von 1997 bis 1999 Mitglied im Ausschuss für Staatshaushaltsrechnung.
Seip gehörte zudem von 1995 bis 1999 dem Europa-Ausschuss und dem Unterausschuss Justizvollzug an. In den Jahren 1993 bis 1997 war Senta Seip zugleich ehrenamtliche Beigeordnete im Kreisausschuss des Landkreises Limburg-Weilburg.